# راشد الخضر
راشد الخضر، (1956-7 يناير 1998)، ملحن كويتي. يعتبر أحد أشهر الملحنين الخليجيين وأحد أبرز من تركوا بصمة في تاريخ الأغنية الخليجية. لحن لعدد كبير من الفنانيين الكبار مثل: عبد الكريم عبد القادر، عبد الله الرويشد، نبيل شعيل، نوال الكويتية، عبد المجيد عبد الله وغيرهم.

## حياته
بدأ راشد الخضر مشواره الفني في المعهد العالي للفنون الموسيقية في الكويت، حيث قدم أول ألحانه للفنان محمد البناي في عام 1979، وتخرج من المعهد في عام 1981. كانت انطلاقته الحقيقية مع أغنية "رحلتي" التي لحنها للفنان عبد الله الرويشد. طوال مسيرته الفنية، لحن الخضر لكبار الفنانين في الخليج مثل عبد الكريم عبد القادر ونوال الكويتية، وقدّم أكثر من 400 أغنية متنوعة بين الأغاني الوطنية والرياضية والعاطفية.
من أبرز إنجازاته حصوله على جائزة أفضل ملحن في استفتاء مجلة الفن عام 1983، وتلحينه "أوبريت خليجي 10" الذي تم تقديمه في افتتاح كأس الخليج عام 1990 في الكويت. كما كان له دور بارز في الانطلاقة الفنية للعديد من النجوم الخليجيين مثل نبيل شعيل، عبد الله الرويشد، ونوال الكويتية.

## حياته الخاصة
تزوج راشد الخضر عام 1979 من خارج الوسط الفني وأنجب خمسة أبناء. ورث ابنه الأكبر، حمد، موهبة التلحين وقدم عدة أغنيات ناجحة. 
التحق بوزارة الدفاع برتبة ملازم عام 1982 وشارك في حرب تحرير الكويت عام 1990.

## ألحانه
بعض من ألحانه
- للصبر آخر عبد الكريم عبد القادر
- سكة سفر نبيل شعيل
- رحلتى - قلبي معك عبد الله الرويشد
- حاسب الوقت رباب
- تبري حبيبي نوال الكويتية
- جاوبني في الحال عبد الكريم عبد القادر
- بعض - لايق  نبيل شعيل
- مسلسل مابقى غير الحب
- سرك معي  راشد الماجد
- خلني بين الرموش  عبد المجيد عبد الله
- الله لنا لا صار الاحباب ناسين راشد الماجد

## وفاته
توفي في يوم 7 يناير 1998 وكان في شهر رمضان المبارك، وذلك بعد ممارسته رياضة المشي مع صديقه الشاعر عبد اللطيف البناي. وعند عودته للمنزل اصيب بسكته قلبية وتُوفي ، تاركاً خلفه إرثاً فنياً يتجاوز ال400 لحناً.
سمي أحد مسارح المعهد العالي للفنون الموسيقية باسمه بعد وفاته، تخليداً لذكراه ودوره في تطوير الفن والموسيقى الكويتية.